# Neritos coccinea
Neritos coccinea är en fjärilsart som beskrevs av Rothschild 1922. Neritos coccinea ingår i släktet Neritos och familjen björnspinnare. Inga underarter finns listade i Catalogue of Life.